# アドラー (機関車)
アドラー（独:Adler）は2-2-2（ホワイト表記）あるいは 1A1（UIC 分類）の車軸配置を持った蒸気機関車で、ドイツで走行に成功した最初の機関車である。 イギリスの鉄道のパイオニア、ジョージ・スチーブンソンとロバート・スチーブンソンにより1835年に製造され、ニュルンベルクとフュルトの間のバイエルン・ルートヴィヒ鉄道に納入、1835年12月7日に初めて走った。アドラーにはタイプ2 T 2のテンダーが付属した。

## 1935年の復元機
ドイツで鉄道が開業してから100周年に当たる1935年に、それを記念して、「アドラー」のレプリカが復元された。この復元機はニュルンベルク交通博物館で保存され、イベント時には実際に運転されるなどの活躍を見せたが、2005年10月17日の夜、保存していた機関庫が火災を起こし、同機は焼失した。
その後、およそ100万ユーロを費やして2007年に再び復元、ニュルンベルク交通博物館近くの機関庫に収容された。2008年4月26日にはニュルンベルクとフュルトの間を走行、5月以降もいくどか特別走行が行われた。